# Spondylus varius
Espèce
Synonymes
- Spondylus varians
- Spondylus delessertii Chenu, 1844
- Spondylus striatospinosus Chenu, 1844

Spondylus varius est une espèce de grand pétoncle marin, un mollusque bivalve marin de la famille des Spondylidae. 

## Description et caractéristiques
S. varius atteint une taille maximale de 15-20 cm. On le reconnaît essentiellement à son manteau très coloré. 
Valve droite et gauche du même spécimen:

Valve droite
Valve gauche

Comme la plupart des bivalves, il se nourrit en filtrant l'eau pour capturer le plancton.

## Habitat et répartition
Il vit à des profondeurs comprise entre une dizaine et 60 mètres. 
Cette espèce se rencontre dans les océans Indien et Pacifique face aux côtes de l'Australie, de la Chine, du Japon, des Philippines et de Taïwan.

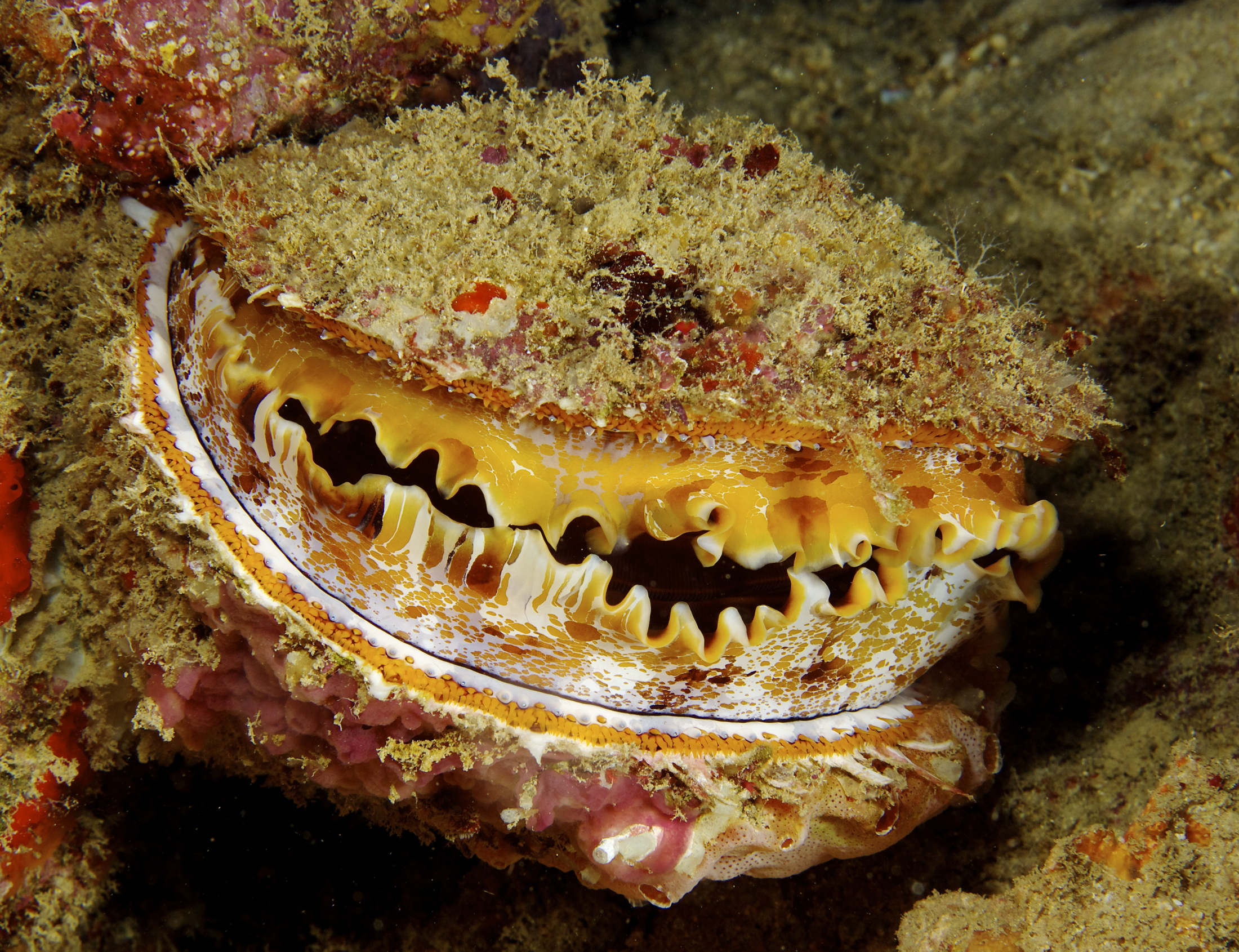
Spécimen observé in situ au large des Fidji.
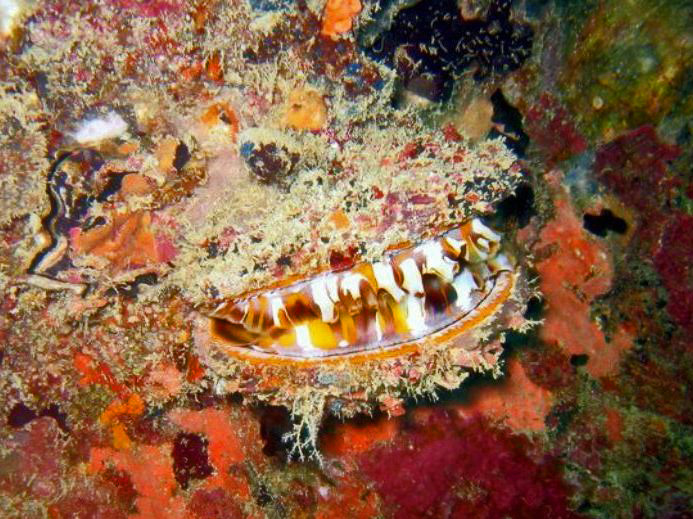
A Madagascar.
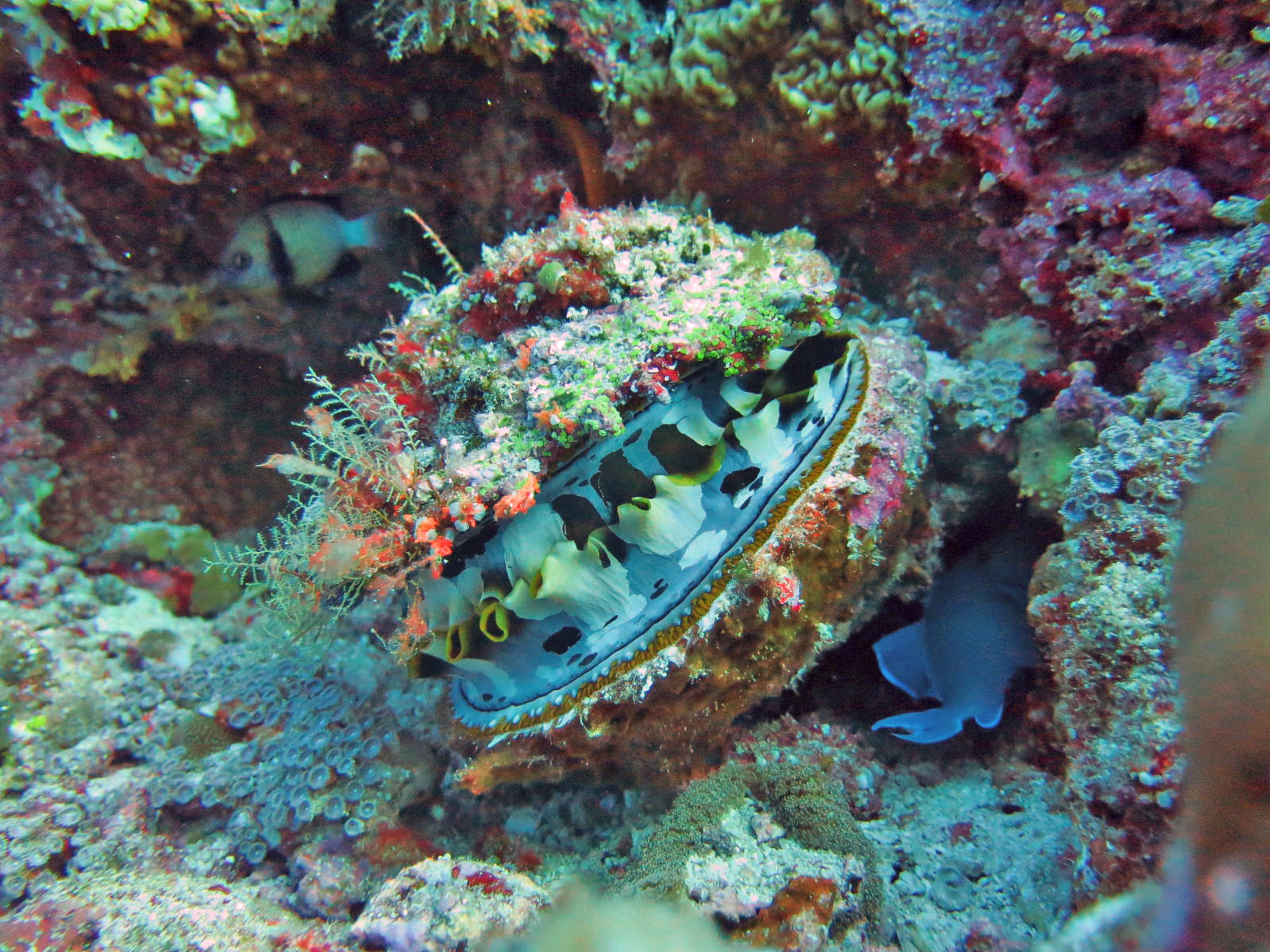
Aux Maldives.
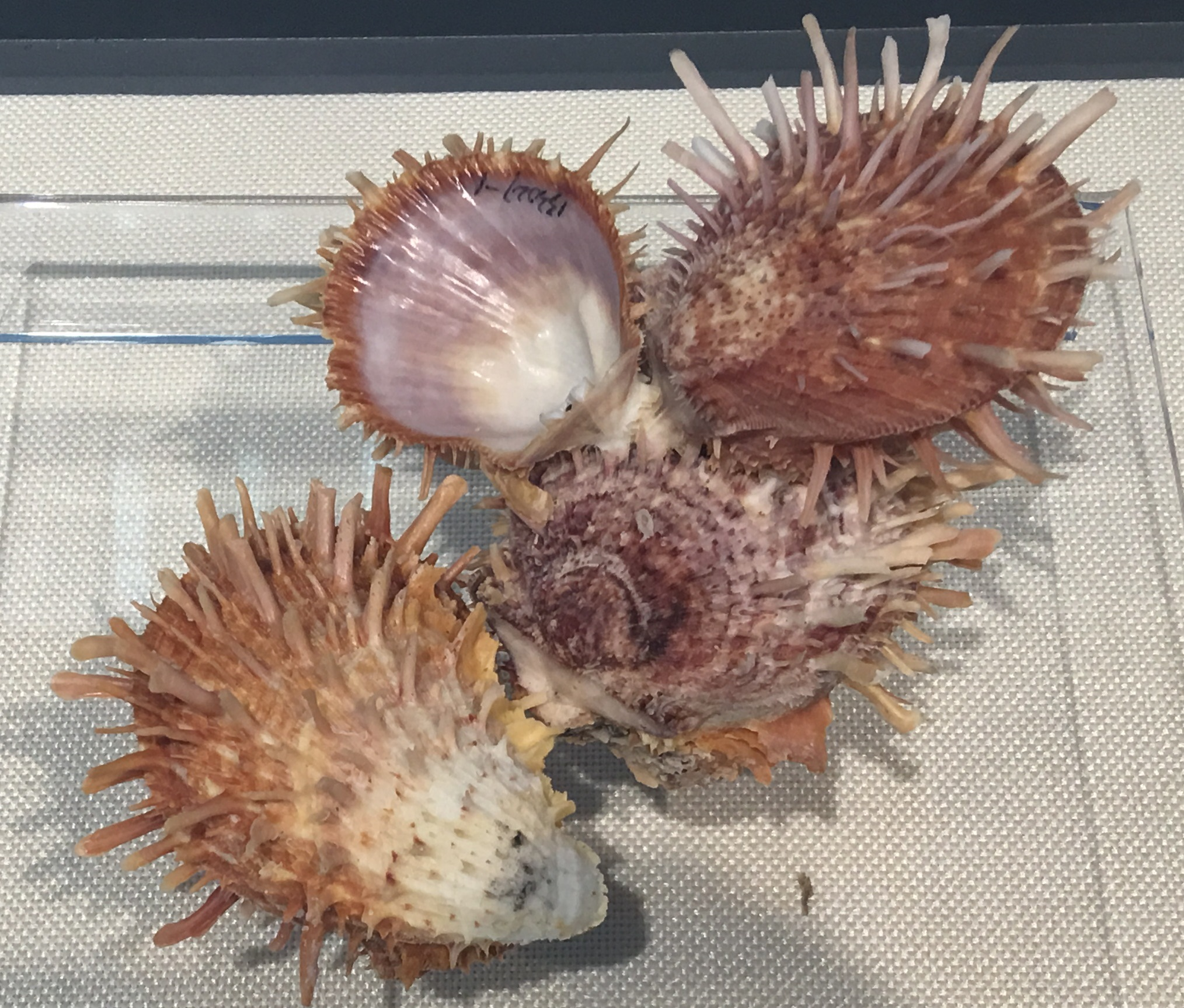
Coquille.